# أنباي (إله)

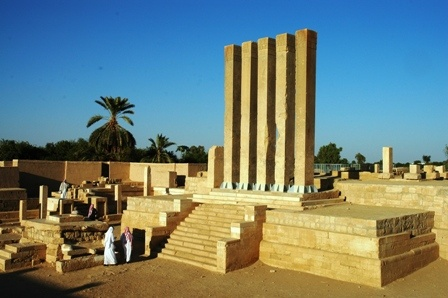
معبد في مآرب

أنباي هو إله قمري من آلهة مملكة قتبان في اليمن القديم قبل الإسلام. ويعني اسمه "المنبئ، المتحدث، المقرر"، ويوازي الإله نابو البابلي المتحدث باسم الآلهة الآشورية.
كان أنباي يُعبد منذ القرن السابع قبل الميلادي إلى حوالي القرن الثالث الميلادي، ويُنظر إليه على أنه إله العدل ووسيط الوحي، في حضور إله القمر عمّ. وقد ظل أنباي محافظاً على مكانته في مجمع الآلهة القتبانية ويذكر في المرتبة الثانية بعد الإله عم، إلى الفترة التي ظهر فيها عثتر في صيغ الأدعية، والتي تؤرخ إلى القرن الرابع قبل الميلاد. وبعد ذلك أصبح أنباي يُذكر في المرتبة الثالثة بعد الإلهي عثـتر وعم.